# Malayopotamon brevimarginatum
Malayopotamon brevimarginatum is een krabbensoort uit de familie van de Potamidae. De wetenschappelijke naam van de soort is voor het eerst geldig gepubliceerd in 1892 door De Man.